# 劉力賓
劉力賓（1995年2月16日—），北京人，中國男子排球運動員，亦為中國國家男子排球隊成員，身高1.97米，司職主攻，現時效力於日本V超級排球聯賽球隊JT雷霆男排。

## 运动生涯
2013年，刘力宾获得2013年全运会U19组冠军，随后進入北汽男排一队，随队获得2013-14赛季中国男排联赛冠军。在2014-2015赛季，在北汽男排队长王琛远赴意大利联赛打球的情况下，刘力宾逐渐成为首发主力，并获得联赛季军。
2015年初，刘力宾入选中国U23男排。2016年首次入选中国国家男排，9月28日，中国男排夺得亞洲盃亚军，刘力宾表现出色，获得「最佳主攻」。2017年，入選由外帥首次執掌的國家男排，並以主力身份出戰年內的各項大賽。同年9月转会法国图尔宽俱乐部，成为现役男排国手赴欧联赛第一人，并帮助球队进入季后赛。
2018年3月12日，2017-2018赛季男排法国杯决赛落幕，国手刘力宾帮助图尔宽俱乐部逆转对手夺冠。这是图尔宽俱乐部历史上第一个男排法国杯冠军，也是刘力宾征战海外联赛获得的最大荣誉。
2018年9月20日，日本V超級排球聯賽球隊JT Thunders官方宣布刘力宾在新賽季加盟的消息，成為中國男排第一個在中國以外的亞洲聯賽效力的球員，也是刘力宾連續第二個賽季征戰海外聯賽。

## 獎項

### 個人榮譽
- 2016年男排亞洲盃: 最佳主攻

### 俱樂部
- 2013-2014赛季中国男子排球联赛： - 金牌（北京汽車男排）
- 2014-2015赛季中国男子排球联赛： - 銅牌（北京汽車男排）
- 2015-2016赛季中国男子排球联赛： - 銀牌（北京汽車男排）
- 2016-2017赛季中国男子排球联赛： - 銀牌（北京汽車男排）
- 2017-2018赛季法国男子排球杯： - 金牌（图尔宽男排）
- 2018年日本天皇杯： - 金牌（JT雷霆男排）

### 國家隊
- 2016年男排亞洲盃： - 銀牌

## 外部連結
- 劉力賓的新浪微博